# Catarhoe circulata
Catarhoe circulata là một loài bướm đêm trong họ Geometridae.